# Christian Kouamé
Christian Michael Kouamé Kouakou, född 6 december 1997, är en ivoriansk fotbollsspelare som spelar för Fiorentina och Elfenbenskustens landslag.

## Klubbkarriär

### Tidiga år
Kouamé började spela fotboll på gatorna i Bingerville, en förort till Abidjan. Som 16-åring flyttade han till Italien för att provspela med olika klubbar. Kouamé skrev sedan på för Prato, varifrån han var utlånad till både Sassuolos och Inters akademilag.
Kouamé debuterade för Prato i Serie C den 6 september 2015 i en 2–1-förlust mot Pisa. Han spelade totalt 13 matcher i Serie C under säsongen 2015/2016.

### Cittadella
Den 27 juli 2016 lånades Kouamé ut till Cittadella på ett låneavtal med köpoption. Kouamé debuterade i Serie B den 17 september 2016 i en 3–1-vinst över Novara, där han blev inbytt i den 66:e minuten mot Luca Strizzolo. Den 29 oktober 2016 gjorde Kouamé sitt första mål i en 2–1-vinst över Latina. Han gjorde även det avgörande segermålet den 25 mars 2017 i en match mot Spezia. Kouamé spelade totalt 15 matcher i Serie B under säsongen 2016/2017 samt en playoff-match och gjorde två mål. Cittadella valde i slutet av säsongen att utnyttja sin köpoption och värvade Kouamé på en permanent övergång.
Säsongen 2017/2018 gjorde Kouamé 11 mål på 40 matcher i Serie B samt ett mål på tre matcher i playoff till Serie A. Säsongens mest noterbara händelse inträffade den 19 september 2017 då han gjorde två mål i en 4–0-vinst över Cesena.

### Genoa
Den 13 juli 2018 värvades Kouamé av Genoa. Han debuterade den 11 augusti 2018 i en 4–0-vinst över Lecce i Coppa Italia. Kouamé gjorde sedan mål i sin Serie A-debut den 26 augusti 2018 i en 2–1-vinst över Empoli. Han gjorde totalt fyra mål på 38 matcher i Serie A 2018/2019. Kouamé inledde följande säsong med att göra fem mål på 11 ligamatcher innan han i november 2019 råkade ut för en korsbandsskada i en match med Elfenbenskustens U23-landslag.

### Fiorentina
Den 31 januari 2020 lånades Kouamé ut till Fiorentina på ett låneavtal med obligatorisk köpoption. Han debuterade efter sin skada den 8 juli 2020 i en 0–0-match mot Cagliari med ett inhopp i andra halvlek. Kouamé gjorde totalt ett mål på sju matcher för klubben i Serie A 2019/2020. Följande säsong gjorde han ett mål på 33 ligamatcher för Fiorentina.

#### Lån till Anderlecht
Den 21 augusti 2021 lånades Kouamé ut till belgiska Anderlecht på ett säsongslån. Han gjorde totalt 13 mål på 36 matcher för klubben i Jupiler Pro League och belgiska cupen.

## Landslagskarriär
Kouamé debuterade för Elfenbenskustens landslag den 13 oktober 2019 i en 3–1-vinst över Kongo-Kinshasa, där han blev inbytt på övertid mot Nicolas Pépé. Kouamé var en del av Elfenbenskustens trupp vid olympiska sommarspelen 2020 i Tokyo, där de blev utslagna i kvartsfinalen i herrarnas turnering. Han blev även uttagen i Elfenbenskustens trupp till afrikanska mästerskapet 2021.
Den 28 december 2023 blev Kouamé uttagen i Elfenbenskustens trupp till afrikanska mästerskapet 2023. Han var sedan med och blev afrikansk mästare efter att Elfenbenskusten besegrat Nigeria i finalen.

## Meriter
Elfenbenskusten
- Vinnare av Afrikanska mästerskapet: 2023